# Arvid Holmberg
Pour les articles homonymes, voir Holmberg.
Nils Arvid Birger Holmberg est un gymnaste artistique suédois né le 10 octobre 1886 à Malmö et mort le 11 septembre 1958 dans la même ville.

## Biographie
Arvid Holmberg (avec ses frères Carl et Oswald Holmberg) fait partie de l'équipe de Suède qui remporte la médaille d'or aux Jeux olympiques d'été de 1908 se tenant à Londres.